# UFC 53
UFC 53: Heavy Hitters è stato un evento di arti marziali miste tenuto dalla Ultimate Fighting Championship il 4 giugno 2005 al Boardwalk Hall di Atlantic City, Stati Uniti.

## Retroscena
L'intento iniziale per questo evento era di organizzarlo presso la Yokohama Arena di Yokohama, in Giappone, con la sfida per il titolo dei pesi massimi ad interim tra Andrei Arlovski e Mirko Filipović come main match; la mancanza di sufficienti sponsor cambiò il programma e l'evento venne quindi organizzato negli Stati Uniti, e a sfidare Arlovski fu scelto inizialmente l'ex campione Ricco Rodriguez, il quale diede forfait e fu sostituito con Justin Eilers, pupillo di Pat Miletich che a parere dei più non meritava la chance per il titolo ad interim.

## Risultati

### Card preliminare
- Incontro categoria Pesi Welter:  Nick Diaz contro  Koji Oishi

Diaz sconfisse Oishi per KO (pugni) a 1:24 del primo round.
- Incontro categoria Pesi Medi:  David Loiseau contro  Charles McCarthy

Loiseau sconfisse McCarthy per KO Tecnico (calcio rotante all'indietro) a 2:04 del secondo round.
- Incontro categoria Pesi Medi:  Nathan Quarry contro  Shonie Carter

Quarry sconfisse Carter per KO Tecnico (colpi) a 2:37 del primo round.

### Card principale
- Incontro categoria Pesi Massimi:  Paul Buentello contro  Kevin Jordan

Buentello sconfisse Jordan per sottomissione (neck crank) a 4:10 del primo round.
- Incontro categoria Pesi Mediomassimi:  Forrest Griffin contro  Bill Mahood

Griffin sconfisse Mahood per sottomissione (strangolamento da dietro) a 2:18 del primo round.
- Incontro per il titolo dei Pesi Medi:  Evan Tanner (c) contro  Rich Franklin

Franklin sconfisse Tanner per KO Tecnico (stop medico) a 3:25 del quarto round e divenne il nuovo campione dei pesi medi.
- Incontro categoria Pesi Welter:  Karo Parisyan contro  Matt Serra

Parisyan sconfisse Serra per decisione unanime.
- Incontro per il titolo dei Pesi Massimi ad Interim:  Andrei Arlovski (ic) contro  Justin Eilers

Arlovski sconfisse Eilers per KO Tecnico (colpi) a 4:10 del primo round e mantenne il titolo dei pesi massimi ad interim.